# مالا روودکا
مالا روودکا (به چکی: Malá Roudka) یک منطقهٔ مسکونی در جمهوری چک است که در ناحیه بلانسکو واقع شده‌است. مالا روودکا ۳٫۸۶ کیلومتر مربع مساحت و ۱۸۶ نفر جمعیت دارد و ۴۲۲ متر بالاتر از سطح دریا واقع شده‌است.